# Monografia județului Sălaj
Monografia județului Sălaj (maghiară Szilágy vármegye monográfiája) este o carte despre Comitatul Sălaj editată de Petri Mór. 
Toate cele șase volume ale cărții cuprinzand aproape 5.000 de pagini au apărut la Budapesta între 1901 și 1904. Prefața cărții este datată la Zalău pe 11 iulie 1900.

## Cuprins
- Volumul I: Szilágy. Az eltűnt Közép-Szolnok s Kraszna vármegyék.
  - Előszó.
  - I. fejezet. Közép-Szolnok-, Kraszna- és Szilágy vármegyék czímere és pecsétei.
  - II. fejezet. A Szilágy, Kraszna, Szolnok név eredete.
  - III. fejezet. A Szilágy vidéke a honfoglalás előtt.
  - IV. fejezet. Szolnok és Kraszna vármegyék keletkezése.
  - V. fejezet. A három Szolnok vármegye.
  - VI. fejezet. Szilágy vármegye keletkezése.
  - VII. fejezet. Földrajz.
  - VIII. fejezet. A honfoglalók a Szilágyságban.
  - IX. fejezet. A vármegye lakossága a honfoglalás óta.
  - X. fejezet. Adóügy. Hadi terhek.
  - XI. fejezet. Hadi történet.
  - XII. fejezet. Közép-Szolnok s Kraszna vármegyék közjogi helyzete.
  - XIII. fejezet. A török hódoltság kora.
  - XIV. fejezet. Vármegyéink szervezete.
  - XV. fejezet. A Wesselényiek.
  - XVI. fejezet. Közép-Szolnok s Kraszna vármegyék országgyűlési és más követei.
  - XVII. fejezet. Vallástörténet.
  - XVIII. fejezet. Iskolák ügye.
  - XIX. fejezet. Műemlékek.
  - XX. fejezet. Irók.
  - XXI. fejezet. Egészségügy. Kórházak.
  - XXII. fejezet. Népviselet. Népszokások.
  - XXIII. fejezet. Gazdaság.
  - XXIV. fejezet. Ipar.
  - XXV. fejezet. Kereskedelem.
  - Tisztviselők névsora.
  - Megjegyzések

- Volumul II: A várak. Birtokosaik és Zilah története.
  - I. rész. Várak.
  - II. rész. A várak urai.
  - II. rész. Zilah. (A vármegye székhelye.)

- Volumul III: Szilágy vármegye községeinek története. (A-K)
- Volumul IV: Szilágy vármegye községeinek története. (L-Z)
- Volumul V: Birtokosok, családok története. (A-K)
- Volumul VI: Birtokosok, családok története. (L-Z)